# Emile Bravo
Emile Bravo (Parijs, 18 september 1964) is een Frans stripauteur. Hij is kind van een Spaanse vader, die de dictatuur van Franco ontvluchtte, en een Franse moeder. Hij maakte deel uit van het Atelier des Vosges, samen met verschillende auteurs van L'Association. 
Zijn eerste strip was Aleksis Strogonov. Vanaf 1999 maakte hij voor het kindertijdschrift Okapi de stripreeks Jules (Les Épatantes Aventures de Jules), waarvan zes delen verschenen. Op scenario van Jean Regnaud tekende Emile Bravo Mijn mama is in Amerika en ze heeft Buffalo Bill ontmoet.
In 2008 maakte hij Het dagboek van een fantast, een verhaal van Robbedoes door. In 2019 verscheen het vervolg hierop, Hoop in bange dagen.
Zijn werk werd bekroond met verschillende prijzen. 